# Pot-pourri (botanique)
Pour les articles homonymes, voir Pot-pourri.

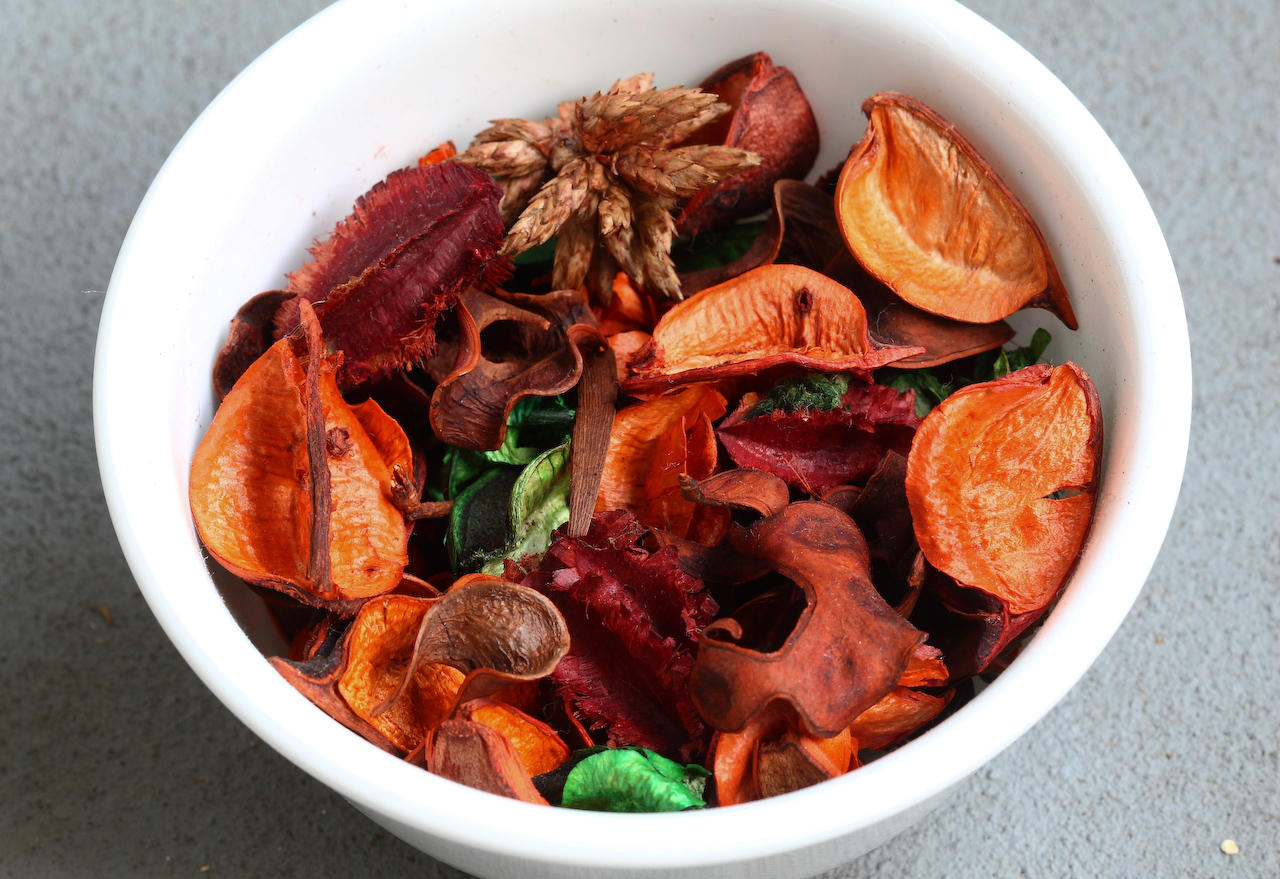
Un pot-pourri

Un pot-pourri est un mélange de plantes et de fleurs séchées choisies pour leurs parfums et arômes.

## Historique

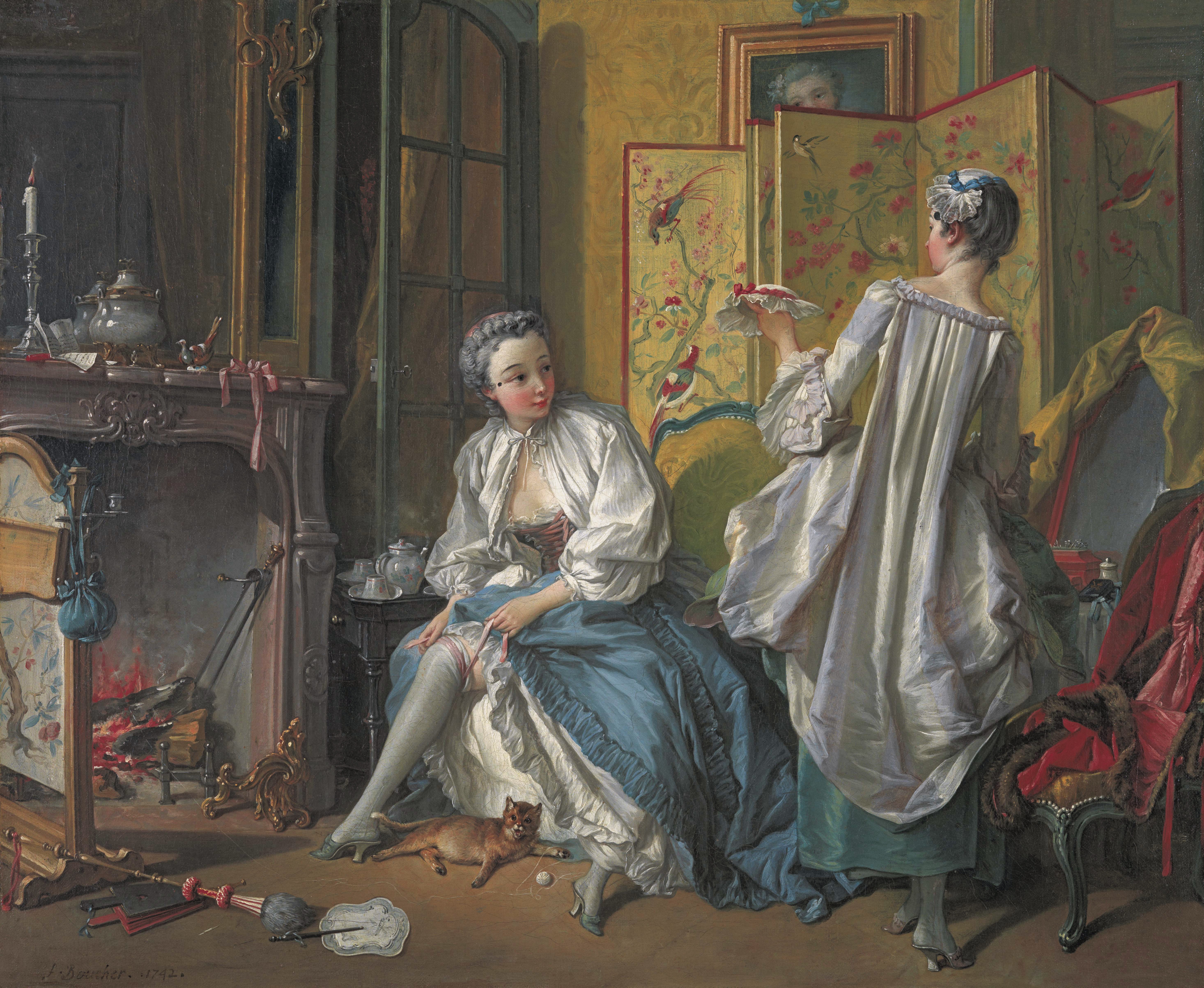
Vase pot-pourri céladon en « porcelaine truitée » et orné de montures, céramique chinoise décorant le manteau d'une cheminée (La toilette, tableau de François Boucher, 1742).

Au Moyen Âge on séchait des plantes et des fleurs pour parfumer l'air puis s'est institué la création des pots-pourris dans des coupes d'argent ou de porcelaine au XVIIIe siècle, en France qui s'est ensuite tout particulièrement développée en Angleterre.

## Étymologie
Le mot, qui apparaît au XVIe siècle, a été repris de l'espagnol à partir du olla podrida (olla=pot, podrida=pourri), plat constitué d'une grande variété d'ingrédients et spécialité typique de la ville de Burgos en Espagne. Il est cité dans un passage de Pantagruel de Rabelais. Le terme est passé dans d'autres langues pour traduire ce mot (comme (en) en anglais ou (es) en espagnol).
En anglais, "pot-pourri" est souvent utilisé pour désigner n'importe quelle collection d'objets divers.

## Fabrication

### Pot-pourri de fleurs séchées
Il est constitué de pétales, de feuilles séchées et d'épices et placées dans un pot après avoir ajouté un fixateur. Ce mélange est laissé à mûrir dans le pot bien fermé environ un mois.
Ce type de pot-pourri est généralement utilisé dans une coupelle ou un autre récipient ouvert.

### Pot-pourri de fleurs fraiches
Les feuilles et les fleurs sont disposées en couches séparées par des couches de sel. L'ensemble se transforme en 15 à 21 jours en une pâte sèche odorante à laquelle on peut ajouter des zestes ou des fixateurs et qui reste encore à macérer en récipient fermé plusieurs mois

## Choix des ingrédients

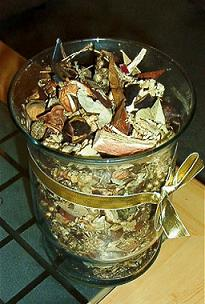
Pot-pourri de fleurs séchées

Les fleurs choisies pour leur parfum sont le chèvrefeuille, la giroflée odorante, la rose, le seringa, la violette. À l'air libre ou dans un récipient transparent, le pot-pourri est autant un choix d'odeurs qu'un choix de couleurs, un plaisir pour l'œil et pour ajouter une touche colorée, on mettra des soucis, du mimosa, de l'œillet d'Inde, du pied d'alouette, de l'immortelle, des capsules de perle de Zanzibar.
Des feuilles odorantes peuvent entrer dans la composition comme le laurier sauce, la menthe, le romarin, le géranium et beaucoup d'autres. Toutes les épices peuvent être utilisées, la cannelle, la badiane et les clous de girofle étant les plus usuelles.
La poudre d'iris et l'essence de benjoin sont les fixateurs traditionnels. Le pot-pourri peut être ravivé en ajoutant quelques gouttes d'éthanol ou d'essence parfumée.